# 撰時抄
撰時抄（せんじしょう）は、1275年(建治元年)に日蓮が54歳の時、身延において執筆し、駿河国（現在の静岡県）西山の由井某に提出した書で、五大部、十大部の一つ。